# Romuald Paszkiewicz

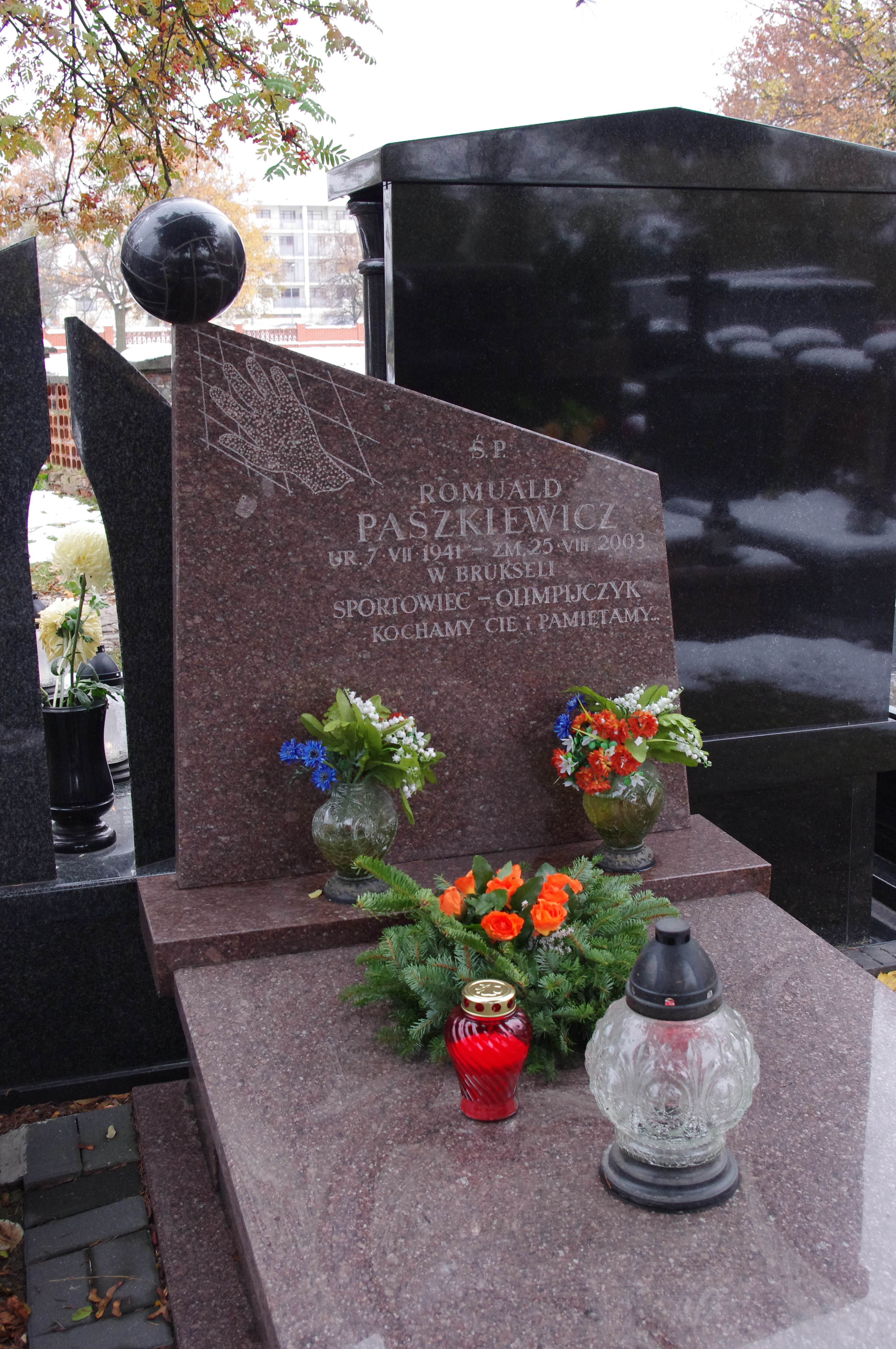
Grób siatkarza Romualda Paszkiewicza na Cmentarzu Wilanowskim w Warszawie

Romuald Paszkiewicz (ur. 7 lipca 1941 w Miodzioł koło Wilna, zm. 25 sierpnia 2003 w Brukseli) – polski siatkarz, trener, olimpijczyk z Meksyku 1968.
Zawodnik Legii Warszawa w latach 1961–1971 oraz francuskiego klubu  Argo Sete (w roku 1971) i belgijskich klubów ASUB Bruksela i Anderlecht Bruksela.
Medalista mistrzostw Polski:
- złoty w latach 1964, 1967, 1969, 1970
- srebrny w latach 1963, 1965, 1966, 1971
- brązowy w roku 1968

W reprezentacji Polski rozegrał 137 spotkań w latach 1961–1969.
Członek polskiej drużyny narodowej, która zdobyła brązowy medal mistrzostw Europy w 1967 roku. Uczestnik mistrzostw Europy w roku 1963 podczas których Polska reprezentacja zajęła 6. miejsce.
Uczestnik mistrzostw świata w 1966 roku, podczas których reprezentacja Polski zajęła 6. miejsce
Dwukrotny uczestnik Pucharu Świata w roku 1965 - Polska zajęła 2. miejsce i w 1969 - Polska zajęła 8. miejsce.
Na igrzyskach w roku 1968 był członkiem drużyny, która zajęła 5. miejsce.
Grając w klubach belgijskich zdobył Puchar Belgii (w roku 1972) oraz dwukrotnie zdobył tytuł wicemistrza Belgii w latach 1973, 1974.